# 森の雫
『森の雫』（もりのしずく）は、2014年3月16日まで青森テレビで放送されていた青森県の広報番組。放送時間は毎週日曜 21:54 - 22:00。

## リポーター
- ATVの各アナウンサー - ナレーターも兼任。